# Temnochila caerulea
Temnochila caerulea ist ein Käfer aus der Familie der Jagdkäfer, die zur Überfamilie der Buntkäferartigen gehört.
Die Gattung Temnochila ist in Europa nur mit zwei Arten vertreten, in Mittel- und Südamerika dagegen mit etwa hundert Arten.
Der Gattungsname Temnochila  ist vom altgriechischen τέμνω, témno, ‚ich schneide‘ und χεῖλος,  chēīlos, ‚Lippe‘ abgeleitet und bezieht sich auf die Längsfurche von der Stirn zur Oberlippe, der Artname caerulea vom lateinischen caeruleus, ‚blau‘ bezeichnet die Körperfarbe.

## Merkmale des Käfers
Der flache Käfer (Abb. 1, Mitte) ist etwa dreieinhalb mal so lang wie breit und erreicht eine Länge von elf bis achtzehn Millimetern. Der ganze Körper, einschließlich Beine und Fühler, glänzt metallisch blau, selten grün.
Der Kopf (Abb. 5) ist fast so breit wie der Halsschild. Er ist etwa quadratisch und seitlich gleichmäßig gerundet. Die Mundwerkzeuge zeigen nach vorn. Die Oberlippe ist vorn gerade abgeschnitten, erscheint aber durch den Längseindruck eingebuchtet. Die Oberkiefer enden zweispitzig. Sie tragen auf der Innenseite einen stumpfen Zahn (Abb. 5). Die Mahlfläche an der Basis der Oberkiefer fehlt. Kiefer- und Lippentaster verbreitern sich zur Spitze hin (Abb. 3, pink und blau). Die Stirn ist nach vorn bis zur Oberlippe klaffend gefurcht. Die elfgliedrigen Fühler sind seitlich hinter der Basis der Oberkiefer eingelenkt. Sie verdicken sich nach außen, die letzten drei Glieder bilden eine nur undeutlich abgesetzte, lockere Keule. Die Fühlerglieder sind klobig, die Fühler erreichen die Mitte des Halsschildes nicht. Sie können teilweise in eine deutlich ausgebildete Fühlerrinne eingelegt werden, die unterhalb der Augen auf die Kopfunterseite zuläuft (grün in Abb. 3 und Abb. 4). Die rundlichen Augen sind auffallend flach (Abb. 5).
Der Halsschild ist wie der Kopf stark punktiert, an der Seite grob, längs der Mitte feiner. Sein Vorderrand ist beidseits der Mitte leicht einwärts geschwungen und die Vorderecken sind nur schwach vorgezogen. Er ist etwa gleich lang wie breit. Der Seitenrand ist hinter der Mitte eckig abgeknickt (Abb. 4, Pfeilspitze), dahinter verengt sich der Halsschild bis zu den stumpfwinkligen Hinterecken.
Die Flügeldecken sind etwa so breit wie Kopf und Halsschild und verengen sich nach hinten wenig. Am Ende sind sie gemeinsam verrundet. Sie sind durch Reihen schmaler länglicher Punkte gestreift (Abb. 7, die beiden untersten Reihen grün). Die Zwischenräumen sind quer gerunzelt und tragen eine Längsreihe aus groben Punkten (Abb. 7, im untersten Intervall gelb). Die Seiten sind schmal gerandet (Abb. 1, Mitte). Das Schildchen ist sehr klein.
Die Hinterhüften berühren sich fast, die Vorder- und Mittelhüften sind dagegen voneinander entfernt (Abb. 1, unten). Die Tarsen sind fünfgliedrig mit kleinem ersten Glied und langem Klauenglied (Abb. 2). Das Klauenglied trägt zwischen den Krallen ein häutiges Anhängsel (Onychium, Abb. 6).
| | |                                                                              |
| Abb. 1: Oberseite, Seite und Unterseite | |                                                                              |
| | |                                                                              |
| Abb. 2: Mesotarsus von hinten, grün: 1. Tarsenglied 2.–4. Tarsenglied ungefärbt rot: Krallenglied=5. Glied                                         | Abb. 2: Mesotarsus von hinten, grün: 1. Tarsenglied 2.–4. Tarsenglied ungefärbt rot: Krallenglied=5. Glied | Abb. 3: Kopf ventral grün: Fühlerrinne pink: Lippentaster blau: Kiefertaster |
| | |                                                                              |
| Abb. 4: Kopf und Brust seitlich, Fühler bis auf rotes Basis- glied entfernt, Oberkiefer gelb, Fühlergrube grün, weißer Pfeil: Knick Halsschildrand | |                                                                              |
| | |                                                                              |
| Abb. 5: Kopf von oben | Abb. 6: Kralle mit Onychium                                                                                | Abb. 7: Punktur Elytren unten 2 Streifen grün, Intervall gelb koloriert      |
| | |                                                                              |
| Abb. 8: Larve | Abb. 8: Larve                                                                                              | Abb. 9: Unterlippe links Lippentaster                                        |

## Larve
Die Larve (Abb. 8) ist langgestreckt, nur der Kopf und die Rückenplatte der Vorderbrust sind stärker sklerotisiert.

## Biologie
Das Vorkommen der Art ist auf urständige Wälder beschränkt (Urwaldrelikt). Die Art lebt räuberisch in und unter der Rinde von Nadelholz und wurde hauptsächlich an frisch gefällten Kiefern und Fichten gefunden. Nahrungsquelle sind die Larven von Prachtkäfern, Bockkäfern und Borkenkäfern.
Bei verschiedenen Untersuchungen in Spanien erwies sich Temnochila caerulea als hauptsächlicher natürlicher Feind des Zwölfzähnigen Kieferborkenkäfers (Ips sexdentata), der auf der Iberischen Halbinsel als schädlichster Borkenkäfer an Nadelholz eingestuft wird. Die Larven von Temnochila caerulea fressen Borkenkäferlarven, die Imagines fressen Imagines des Borkenkäfers. Bei traditioneller Waldnutzung (Entnahme von dürrem Holz als Brennholz, Entrinden gefällter Stämme) verhindert Temnochila caerulea Massenvorkommen des Borkenkäfers.
Temnochila caerulea wird nicht nur von den natürlichen Pheromonen der Borkenkäfer angezogen, sondern reagiert auch auf die synthetischen Pheromone, die für die Käferfallen produziert werden. Die Fänge in den Fallen zeigen eine Kopplung der Flugzeiten der beiden Käferarten. Der Borkenkäfer zeigt entsprechend den drei Generationen pro Jahr drei Flugmaxima. Die Flugzeit von Temnochila caerulea beginnt Anfang Mai gleichzeitig mit dem ersten Massenauftreten der Borkenkäfers bei einer Temperatur von über 16 °C und endet nach dessen drittem Maximum. Bei Temperaturen unter 16 °C während des Sommers unterbrechen beide Arten die Flugaktivität. Maxima der Fänge des Borkenkäfers entsprechen Maxima der Fänge von Temnochila caerulea. Sie lagen Mitte Mai, Ende Juni und Ende Juli.
Die Hormonfallen für den Borkenkäfer entziehen der Natur auch in erheblichem Maß dessen natürlichen Feind Temnochila caerulea. Eine zeitliche Beschränkung des Einsatzes der Fallen scheidet aus, da die Maxima der Fänge bei Borkenkäfer und Temnochila caerulea zusammenfallen. Auch kurze zeitliche Intervalle zwischen den Kontrollen der Fallen verhindern nicht, dass die Tiere sich zwischenzeitlich verstümmeln. Die Suche nach einem spezifischeren Lockstoff, der zwar Borkenkäfer, aber nicht Temnochila caerulea anzieht, ist zwar angeregt, wird aber nicht einfach zu finden sein. Erfolgreich waren Versuche mit einem Trichtersystem in Verbindung mit einem Netz der Maschenweite 6 Millimeter als Falle.

## Verbreitung
Die Art ist in Europa unzusammenhängend verbreitet (Spanien, Kanaren, Italien, Frankreich, Deutschland, Österreich, Kroatien, Bosnien und Herzegowina, Slowakei, Griechenland, Bulgarien, Zypern, Zentralrussland). Sie fehlt in Nordeuropa. Nach Osten dehnt sich das Verbreitungsgebiet bis Asien aus.